# Éperon barré de la Campagne
L'éperon barré de la Campagne est un site archéologique occupé dès le Néolithique, situé à Basly, dans le département français du Calvados.

## Historique
Le site a été révélé par photographie aérienne en 1994.

## Description
Le site est du type éperon barré. Il s'étend sur plus de 2 ha. Il était protégé par une tranchée et une palissade constituée de plus d'un millier de pieux en chêne.
La découverte sur le site de nombreuses pointes de flèches brisées et brûlées laisse supposer que le site fit l'objet d'une attaque et d'un incendie.